# 2026年冬季奥林匹克运动会伊朗代表团
2026年冬季奥林匹克运动会伊朗代表团是伊朗伊斯兰共和国所派出的第25届冬季奥林匹克运动会代表团。这是该国第十三次参加冬季奥运。

## 高山滑雪
伊朗已有一男及一女取得高山滑雪參賽資格。

## 越野滑雪
伊朗已有一男及一女取得越野滑雪參賽資格。